# 脇町劇場
脇町劇場 オデオン座（わきまちげきじょう オデオンざ）は、徳島県美馬市脇町大字猪尻にある建築物。美馬市指定有形文化財。ヘリテージング100選・にし阿波お勧めビューポイント100選選定。

## 歴史
1933年（昭和8年）8月、美馬郡脇町の藤中富三と清水太平らが中心となって劇場の建設を計画した。脇町の事業家だった森幸雄や吉川長次の協力を得て、吉川から錦町地区にある自分の敷地150坪を提供された。1934年（昭和9年）、芝居小屋の脇町劇場が開館した。戦後は歌謡ショーなどの興行が行われ、多数の著名人が来演した。
映画産業の衰退や老朽化などが理由で、映画館としては1995年（平成7年）に閉館して取り壊される予定だった。1996年（平成8年）に山田洋次監督の松竹映画『虹をつかむ男』のロケ地となり、作品中に「オデオン座」として登場した。オデオン座とはフランス・パリの国立劇場 オデオン座に由来する。このことが契機となって保存と活用が検討された。1998年（平成10年）7月3日には脇町有形文化財に指定され、1999年（平成11年）に修復工事が完了して一般公開が開始された。

## 建築
建物は木造2階建てであり、間口は14.5m、奥行は27.3mである。廻り舞台、奈落、花道、うずら桟敷、大夫座の設備を有している。
近くには脇町南町伝統的建造物群保存地区がある。四国に現存する芝居小屋建築は、愛媛県喜多郡内子町の内子座、香川県仲多度郡琴平町の旧金毘羅大芝居（金丸座）とともに3棟のみである。

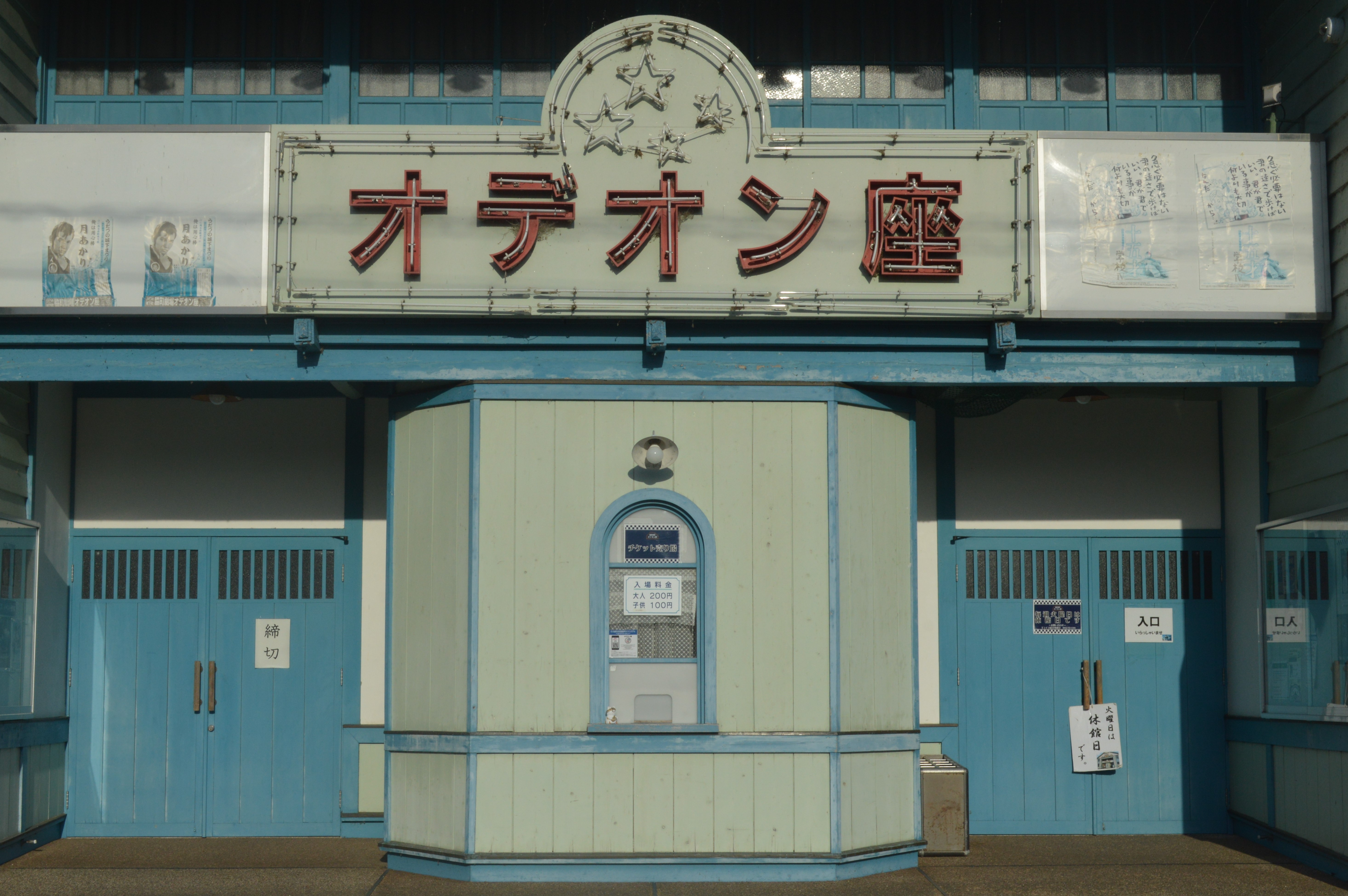
建物入口
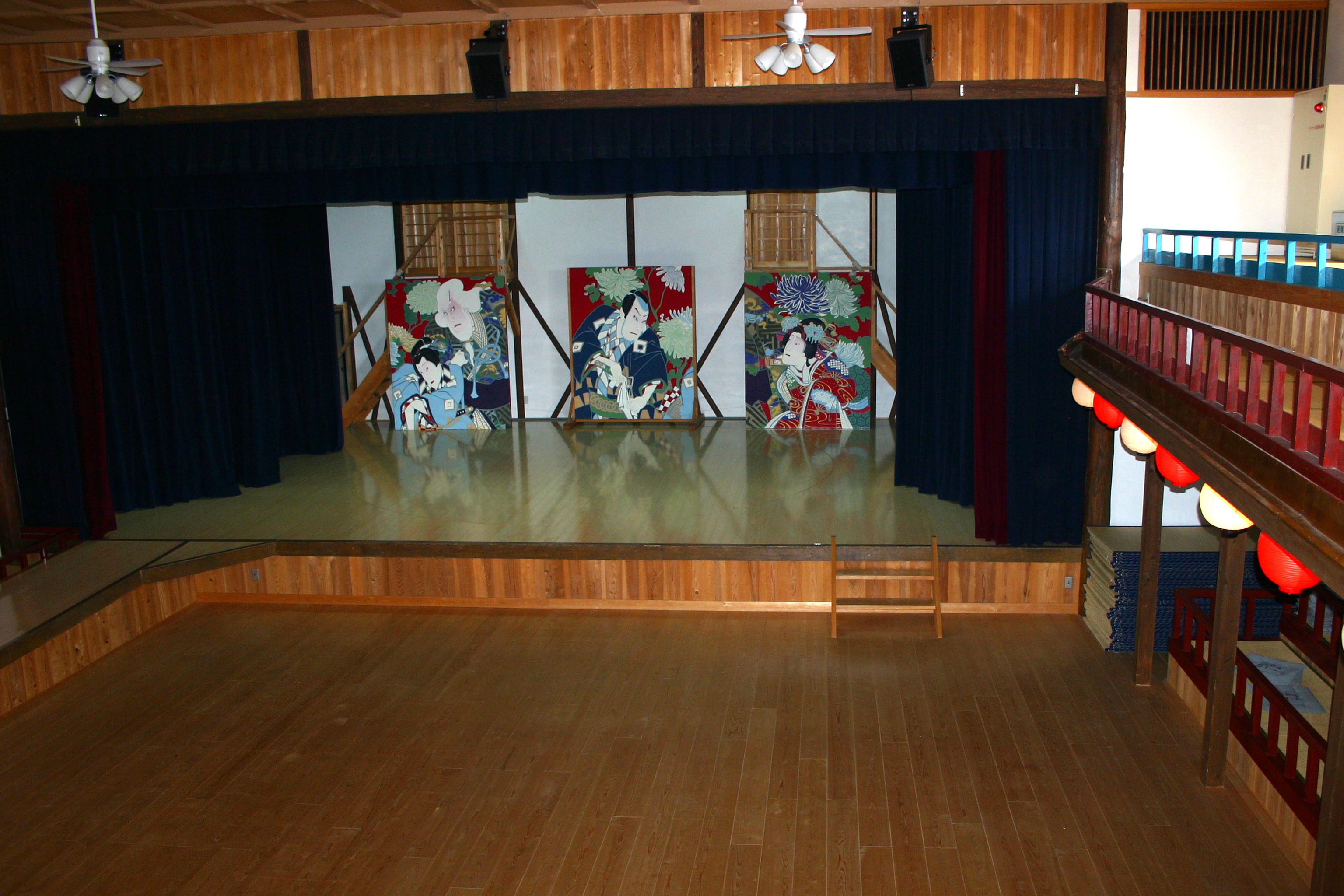
舞台と1階の客席
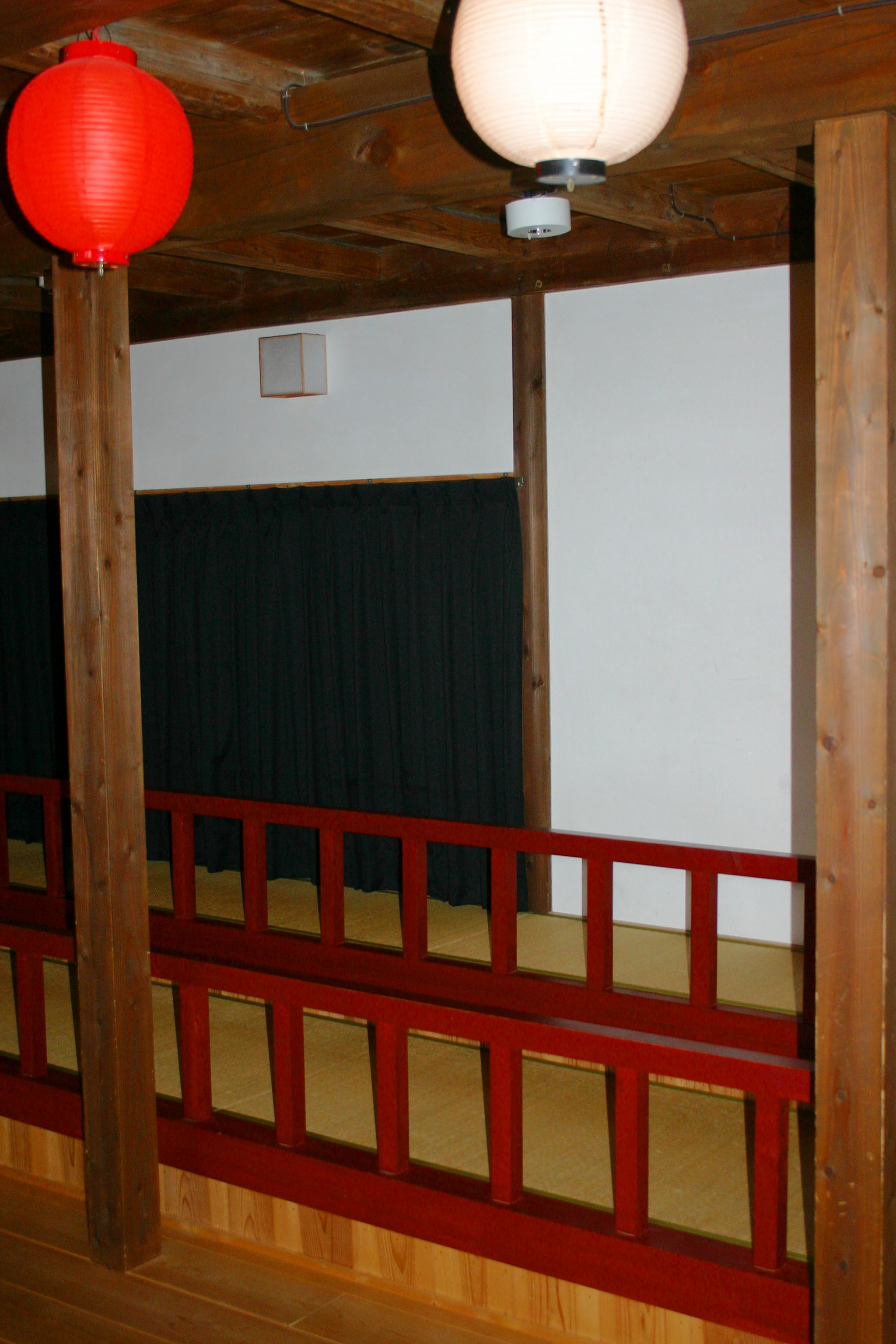
2階の桟敷席
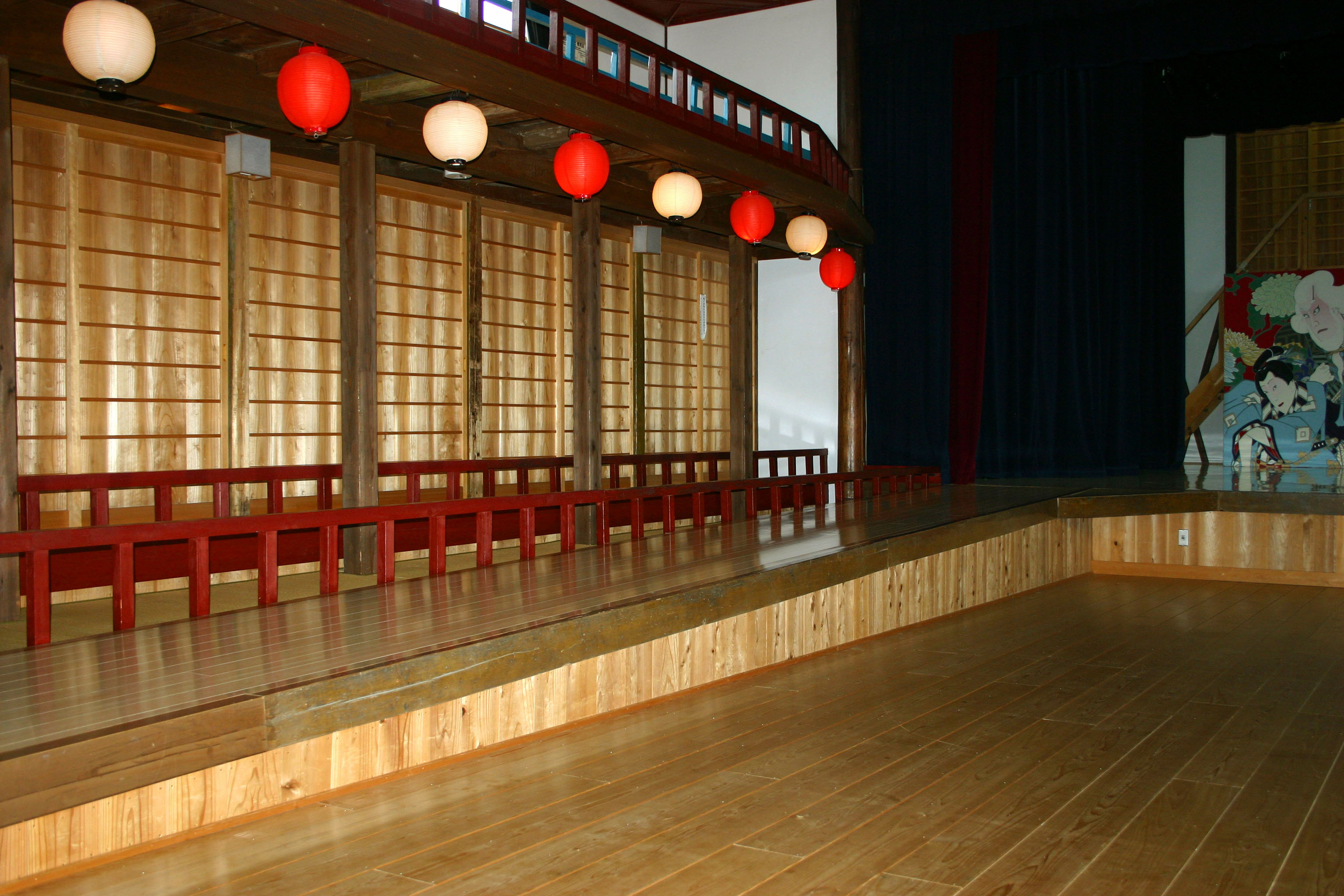
花道
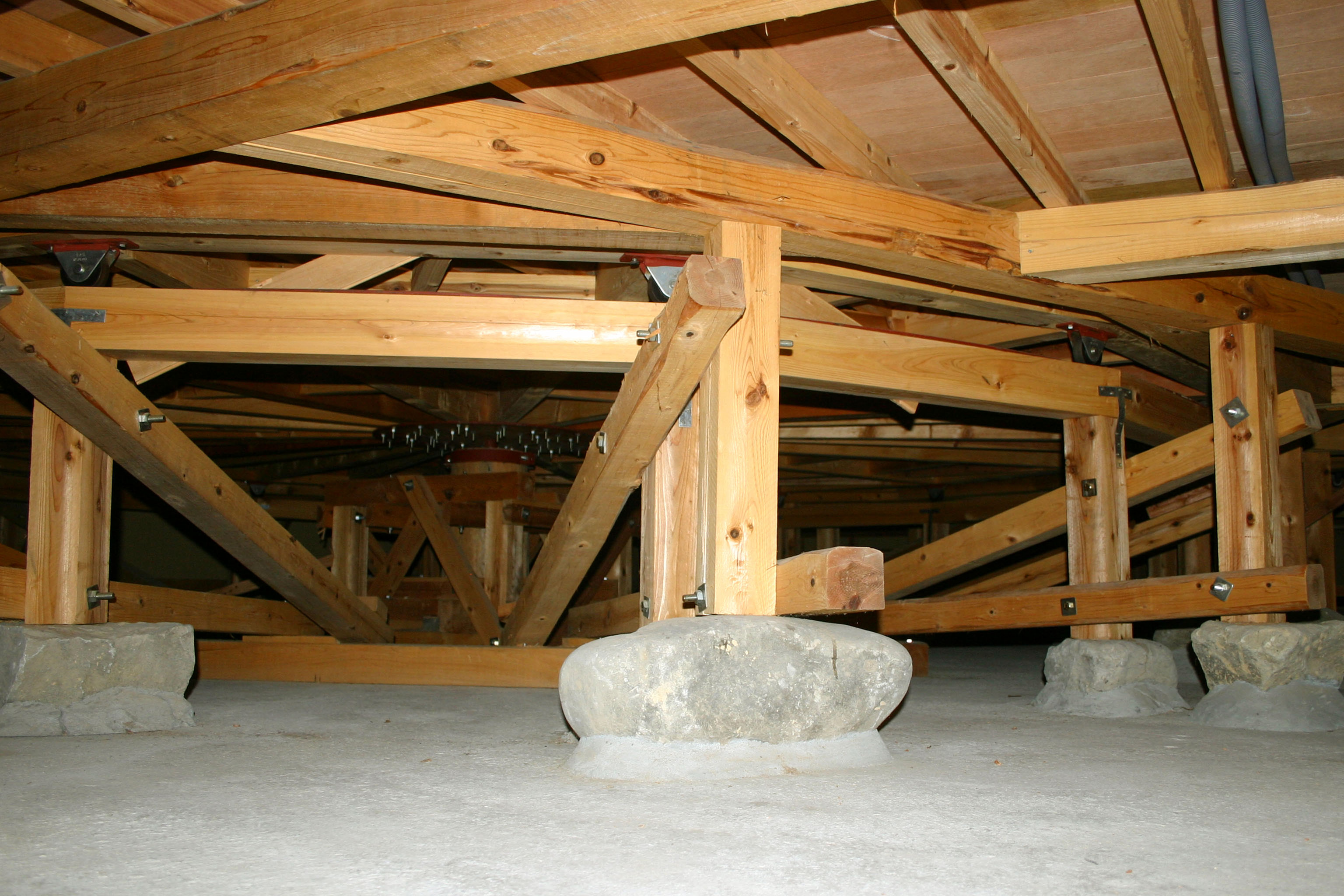
廻り舞台
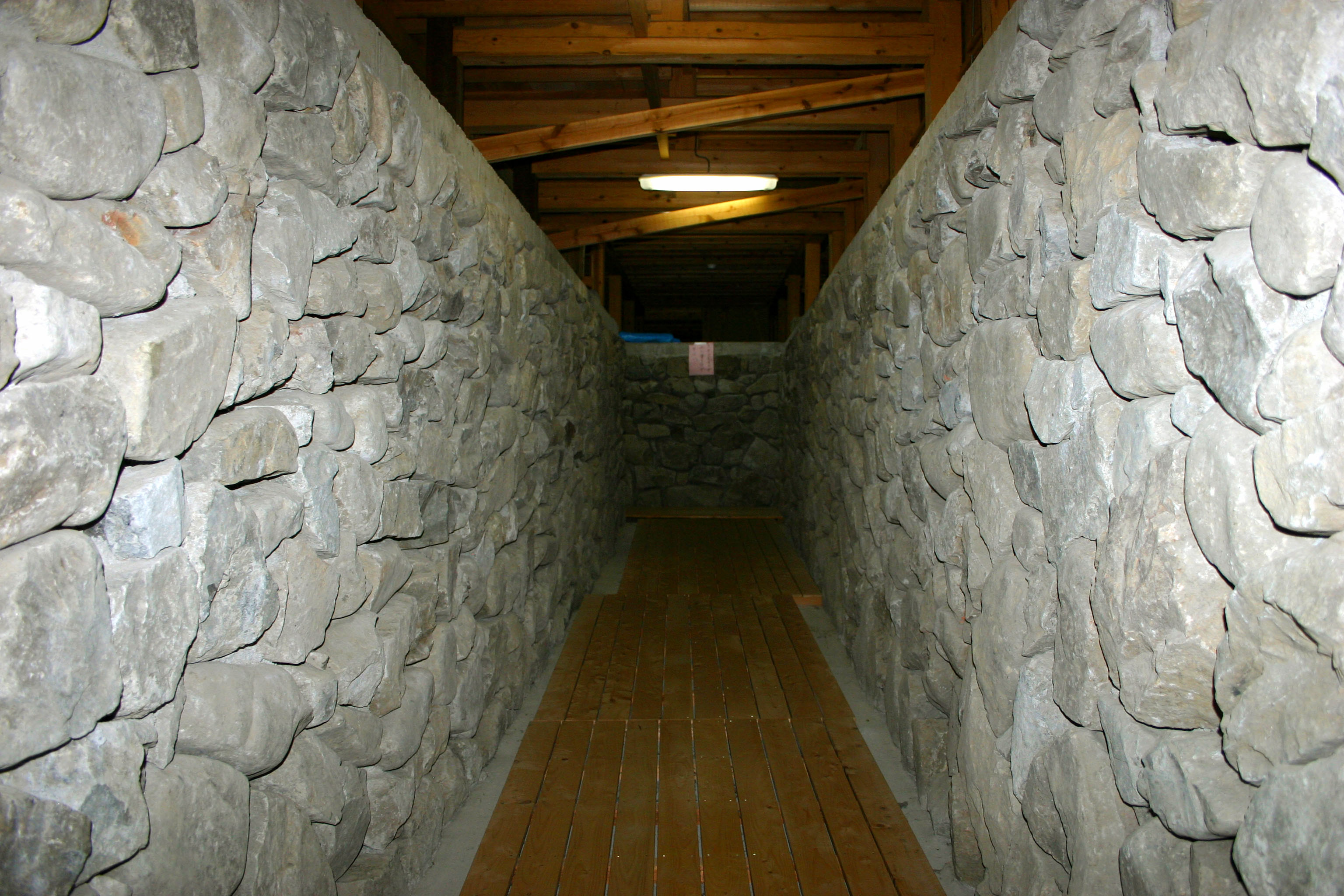
奈落

## 利用案内
- 所在地 - 〒779-3602 徳島県美馬市脇町大字猪尻字西分140-1
- 開館時間 - 9:00～16:30
- 休館日 - 毎週火曜日及び年末年始（12月27日～1月1日） 特別休館日あり。
- 入館料 - 催し物がない場合、大人200円、小・中学生100円で内部が見学できる。催し物がある場合、別料金。
- 駐車場 - 道の駅藍ランドうだつ 駐車場 普通車：39台。徒歩で約5分。

## アクセス
- JR徳島線穴吹駅より車で約10分
- 徳島自動車道脇町ICより車で約10分